# Toshiro Tomochika
Toshiro Tomochika (友近 聡朗 Tomochika Toshiro?), född 24 april 1975 i Ehime prefektur, är en japansk före detta fotbollsspelare.
Tomochika började sin karriär 1998 i Ehime FC. Efter Ehime FC spelade han för Göttingen och Tuspo Waldau. Han gick tillbaka till Ehime FC 2001. Han spelade 122 ligamatcher för klubben. Han avslutade karriären 2006.